# Desidério Hertzka
Desidério Hertzka (Vienna, 26 ottobre 1898 – Vienna, 13 giugno 1967) è stato un calciatore e allenatore di calcio austriaco con cittadinanza ungherese.
Era il fratello maggiore di Lippo Hertzka, anch'egli calciatore e allenatore.

## Carriera
Dopo aver giocato nel Wiener AF con cui retrocedette nella serie cadetta austriaca al termine della 1. Klasse 1923-1924, iniziò la sua carriera di allenatore in Italia con l'Agrigento. Con il club siciliano retrocesse in seconda divisione al termine della Prima Divisione 1932-1933.
Nel 1935 divenne l'allenatore del Treviso, con cui ottenne il quinto posto nel Girone A della Serie C 1935-1936.
Dal 1937 è l'allenatore del club portoghese del Barreirense, con cui ottenne il settimo posto nella Primeira Liga Experimental 1937-1938. Nella stagione 1938-1939, la prima ufficialmente riconosciuta dalla Federazione portoghese, ottenne il sesto posto finale. Curiosamente Desidério affrontò il fratello Lippo, alla guida del Benfica, pareggiando il primo incontro e perdendo la gara di ritorno per 1-0.
Dal 1940 al 1943 è l'allenatore dell'Olhanense, ottenendo il quinto posto nella Primeira Divisão 1942-1943.
Nella stagione 1944-1945 ottenne il decimo e ultimo posto in campionato con il Salgueiros.
Dal 1946 al 1947 torna all'Olhanense. Dal 1955 al 1956 è invece alla guida del Tirsense.

## Palmarès

### Allenatore

#### Competizioni nazionali
- Segunda Divisão: 1

Olhanense: 1940-1941